# Phủ Lý
Phủ Lý è una città del Vietnam, capoluogo della provincia di Ha Nam. Si trova sul fiume Đáy a circa 60 chilometri a sud dalla capitale Hanoi.
Durante la guerra del Vietnam, la città è stata quasi completamente distrutta da bombardamenti aerei statunitensi tra il 14 luglio ed il 5 novembre 1966.